# Скринник Володимир Іванович
Володимир Іванович Скринник (нар. 1938) — Голова Державного комітету України по туризму (1993-1996).

## Життєпис
Народився 1938 року.

## Трудова діяльність
- 1977-1989 — після роботи в органах правосуддя і радянських органах — заступник начальника Головінтуристу УРСР.

- 1989-1993 — Генеральний директор Української республіканської асоціації по іноземному туризму (асоціація «Укрінтур»).

- 1993-1996 — Голова Державного комітету України по туризму.

В цей період прийнято Закон України «Про туризм».
Зробив внесок у розширення туристських маршрутів (в тому числі мережі маршрутів «Намисто Славутича»), покращення туристського сервісу в республіці.